# Стеців Богдан Романович
Стеців Богдан Романович (квітень 1920, Львів — 21 жовтня 2010) — український культурний діяч діаспори, меценат. Один з піонерів української громади у Сан-Хосе/Сан-Франциско.

## Біографія
На початку 1940-х років навчався у Львівському медичному інституті, студентом якого і застала його Друга світова війна, потім навчався у Австрії, де він завершив медичну освіту.
У 1950-тих роках переїздить до США. Навчався у Пенсильванському університеті з біохімії. Працював хіміком у компанії «Smith Kline». Заснував свою власну фірму «Global Marketing Group», яка спеціалізувалася на продажах медичного та біохімічного обладнання та приладів.
У 1970-і роки налагодив контакти з міністром охорони здоров'я СРСР Є.Чазовим, а також одним з перших з діаспори — з Україною.

## Нагороди
2010 р. — Почесна відзнака Міністерства закордонних справ України за вагомий особистий внесок у започаткування діяльності консульського представництва України у Сан-Франциско, меценатську діяльність спрямовану на відбудову пам'яток історії в Україні і популяризацію надбань України у світі.